# Dmanisi
Dmanisi (georgiska: დმანისი) är en stad i Georgien. Den ligger i den centrala delen av landet, 40 km väster om huvudstaden Tbilisi. Antalet invånare var 2 661 år 2014. Staden är administrativt centrum för Dmanisidistriktet. Namnet Dmanisi är känt för att man i ortens närhet hittade några ca. 1,8 miljoner år gamla kranier där. Dessa kvarlevor av homininer är kända som Homo georgicus.